# Lucius Stertinius Avitus
Lucius Stertinius Avitus war ein im 1. Jahrhundert n. Chr. lebender römischer Politiker.
Durch zwei Militärdiplome, die auf den 15. Juni 92 datiert sind, ist belegt, dass Avitus 92 zusammen mit Tiberius Iulius Celsus Polemaeanus Suffektkonsul war; die beiden Konsuln übten dieses Amt vom 1. Mai bis zum 31. August aus. Sie sind in dieser Funktion auch durch die Fasti Ostienses nachgewiesen.
Avitus war der Vater von Publius Stertinius Quartus, Suffektkonsul im Jahr 112 und von Lucius Stertinius Noricus, Suffektkonsul im Jahr 113.